# Women's Super League 2023-2024 (Svizzera)
La Women's Super League 2023-2024, anche nota come AXA Women's Super League 2023-2024 per ragioni di sponsorizzazione, è stata la cinquantaquattresima edizione della massima serie del campionato svizzero femminile di calcio, la quarta con la nuova denominazione di Women's Super League. Il campionato è iniziato il 26 agosto 2023, la stagione regolare si è conclusa il 13 aprile 2024, mentre la seconda fase si è conclusa il 26 maggio 2024 con la finale per il titolo. Il campionato è stato vinto per la seconda volta dal Servette Chênois, che nella finale ha battuto lo Zurigo, campione in carica.

## Stagione

### Novità
Dalla Women's Super League 2022-2023 è stato retrocesso l'Yverdon, che aveva concluso il girone promozione-retrocessione al terzo posto, mentre il Rapperswil-Jona ha mantenuto la categoria grazie al primo posto. Grazie al secondo posto nel girone promozione-retrocessione, il Thun Berner Oberl. ha conquistato la promozione dalla Lega Nazionale B alla Women's Super League.

### Formato
Come nelle precedenti due stagioni, il torneo si è articolato su due fasi. Nella stagione regolare le dieci squadre si sono affrontate in un girone all'italiana con partite di andata e ritorno, per un totale di 18 giornate. Al termine della prima fase, le squadre sono suddivise in due gruppi: le prime otto classificate hanno avuto accesso alla fase a play-off, mentre le ultime due a un girone promozione-retrocessione assieme alle prime due classificate della Lega Nazionale B 2023-2024.
Nella fase a play-off le otto squadre si sono affrontate con la modalità a eliminazione diretta con partite di andata e ritorno, con l'andata in casa per quelle peggio classificate, nei quarti di finale e in semifinale. La finale, invece, si è disputata con una partita secca e la vincitrice è stata decretata campione di Svizzera ed ammessa all'UEFA Women's Champions League 2024-2025. Le squadre eliminate ai quarti di finale hanno disputato partite di andata e ritorno per determinare i piazzamenti dal quinto all'ottavo posto.
Nel girone promozione-retrocessione le quattro squadre si sono affrontate in un girone all'italiana, con partite di andata e ritorno, per un totale di sei giornate. Le prime due classificate hanno acquisito il diritto a partecipare alla Women's Super League 2024-2025, mentre le ultime due alla Lega Nazionale B 2024-2025.

## Squadre partecipanti
| Club               | Città       | Stadio                           | Stagione precedente       |
| ------------------ | ----------- | -------------------------------- | ------------------------- |
| Aarau              | Aarau       | Sportanlage Schachen             | 8º posto in WSL           |
| Basilea            | Basilea     | Leichtathletik-Stadion St. Jakob | 6º posto in WSL           |
| Grasshopper        | Zurigo      | GC/Campus                        | 3º posto in WSL           |
| Lucerna            | Lucerna     | Sportanlagen Allmend             | 7º posto in WSL           |
| Rapperswil-Jona    | Jona        | Stadion Grünfeld                 | 9º posto in WSL           |
| San Gallo          | San Gallo   | Kybunpark                        | 4º posto in WSL           |
| Servette Chênois   | Chêne-Bourg | Stade des Trois-Chêne            | 2º posto in WSL           |
| Thun Berner Oberl. | Thun        | Stadion Lachen                   | 2º posto in LNB, promosso |
| Young Boys         | Berna       | Stadio Neufeld                   | 5º posto in WSL           |
| Zurigo             | Zurigo      | Sportanlage Heerenschürli        | 1º posto in WSL           |

## Prima fase

### Classifica finale
|  | Pos. | Squadra            | Pt | G  | V  | N | P  | GF | GS | DR  |
|  | ---- | ------------------ | -- | -- | -- | - | -- | -- | -- | --- |
|  | 1.   | Servette Chênois   | 41 | 18 | 12 | 5 | 1  | 43 | 17 | +26 |
|  | 2.   | Zurigo             | 40 | 18 | 13 | 1 | 4  | 39 | 16 | +23 |
|  | 3.   | Basilea            | 39 | 18 | 12 | 3 | 3  | 58 | 18 | +40 |
|  | 4.   | Young Boys         | 33 | 18 | 9  | 6 | 3  | 51 | 24 | +27 |
|  | 5.   | Grasshopper        | 29 | 18 | 9  | 2 | 7  | 36 | 24 | +12 |
|  | 6.   | San Gallo          | 29 | 18 | 8  | 5 | 5  | 35 | 30 | +5  |
|  | 7.   | Lucerna            | 20 | 18 | 5  | 5 | 8  | 22 | 37 | -15 |
|  | 8.   | Aarau              | 9  | 18 | 2  | 3 | 13 | 12 | 44 | -32 |
|  | 9.   | Rapperswil-Jona    | 7  | 18 | 2  | 1 | 15 | 15 | 56 | -41 |
|  | 10.  | Thun Berner Oberl. | 7  | 18 | 2  | 1 | 15 | 13 | 58 | -45 |

Legenda:
      Ammesse alla fase per il titolo.
      Ammesse alla fase promozione-retrocessione.
Note:
Tre punti a vittoria, uno a pareggio, zero a sconfitta.
La classifica viene stilata secondo i seguenti criteri:
- Punti conquistati
- Differenza reti generale
- Reti totali realizzate
- Punti conquistati negli scontri diretti
- Differenza reti negli scontri diretti
- Reti realizzate negli scontri diretti

### Risultati

#### Tabellone
|                      | Aar  | Bas  | Gra  | Luc  | Rap  | SGa  | SCh  | TBO  | YBo  | Zur  |
| -------------------- | ---- | ---- | ---- | ---- | ---- | ---- | ---- | ---- | ---- | ---- |
| Aarau                | ---- | 0-2  | 1-1  | 0-2  | 3-2  | 0-1  | 0-3  | 1-2  | 0-5  | 0-2  |
| Basilea              | 5-0  | ---- | 3-2  | 5-1  | 5-1  | 1-1  | 2-2  | 6-0  | 1-0  | 2-3  |
| Grasshopper          | 3-2  | 0-1  | ---- | 1-0  | 2-0  | 1-3  | 1-2  | 4-1  | 6-2  | 0-1  |
| Lucerna              | 0-0  | 1-8  | 0-4  | ---- | 7-4  | 3-2  | 1-1  | 0-2  | 0-0  | 0-3  |
| Rapperswil-Jona      | 0-0  | 0-7  | 1-3  | 1-2  | ---- | 0-3  | 0-1  | 2-1  | 0-5  | 0-1  |
| San Gallo            | 3-2  | 1-1  | 0-2  | 2-2  | 3-1  | ---- | 1-4  | 6-1  | 2-2  | 2-1  |
| Servette Chênois     | 3-0  | 2-1  | 3-1  | 1-1  | 3-0  | 4-2  | ---- | 3-1  | 1-1  | 0-3  |
| Thun Berner Oberland | 0-3  | 0-3  | 1-3  | 0-2  | 0-1  | 0-1  | 0-5  | ---- | 3-3  | 1-4  |
| Young Boys           | 7-0  | 1-4  | 1-1  | 2-0  | 5-2  | 4-1  | 2-2  | 6-0  | ---- | 3-1  |
| Zurigo               | 3-0  | 3-1  | 2-1  | 1-0  | 5-0  | 1-1  | 0-3  | 5-0  | 0-2  | ---- |

### Classifica marcatrici
Fonte: sito ufficiale.
| Gol |  |  | Giocatore          | Squadra          |
| --- |  |  | ------------------ | ---------------- |
| 14  |  |  | Courtney Strode    | Young Boys       |
| 11  |  |  | Emőke Pápai        | Grasshopper      |
| 10  |  |  | Eva Bachmann       | San Gallo        |
| 10  |  |  | Aurélie Csillag    | Basilea          |
| 10  |  |  | Milena Nikolić     | Basilea          |
| 10  |  |  | Stephanie Waeber   | Young Boys       |
| 8   |  |  | Cassandra Korhonen | Servette Chênois |
| 8   |  |  | Naomi Luyet        | Young Boys       |
| 8   |  |  | Ivana Rudelić      | Basilea          |
| 8   |  |  | Imane Saoud        | Servette Chênois |
| 8   |  |  | Melissa Ugochukwu  | Basilea          |

## Fase per il titolo
Alla fase per il titolo hanno avuto accesso le prime otto classificate nella stagione regolare, che si sono affrontate in un play-off.

### Tabellone
|  | Quarti di finale | Quarti di finale | Quarti di finale | Quarti di finale | Quarti di finale |  |  | Semifinali       | Semifinali       | Semifinali | Semifinali | Semifinali |  |  | Finale           | Finale           | Finale |  |
|  |                  |                  |                  |                  |                  |  |  |                  |                  |            |            |            |  |  |                  |                  |        |  |
|  | 1                | Servette Chênois | 4                | 3                | 7                |  |  |                  |                  |            |            |            |  |  |                  |                  |        |  |
|  | 8                | Aarau            | 0                | 2                | 2                |  |  | Servette Chênois | Servette Chênois | 4          | 0          | 4          |  |  |                  |                  |        |  |
|  | 4                | Young Boys       | 1                | 4                | 5                |  |  | Young Boys       | Young Boys       | 0          | 0          | 0          |  |  |                  |                  |        |  |
|  | 5                | Grasshopper      | 1                | 3                | 4                |  |  |                  |                  |            |            |            |  |  | Servette Chênois | Servette Chênois | 3      |  |
|  | 3                | Basilea          | 1                | 3                | 4                |  |  |                  |                  | Zurigo     | Zurigo     | 1          |  |  |                  |                  |        |  |
|  | 6                | San Gallo        | 1                | 0                | 1                |  |  | Basilea          | Basilea          | 1          | 2          | 3          |  |  |                  |                  |        |  |
|  | 2                | Zurigo           | 2                | 2                | 4                |  |  | Zurigo           | Zurigo           | 2          | 2          | 4          |  |  |                  |                  |        |  |
|  | 7                | Lucerna          | 0                | 1                | 1                |  |  |                  |                  |            |            |            |  |  |                  |                  |        |  |

### Risultati

#### Quarti di finale
|                  | Risultati |                  | Luogo e data                |
| ---------------- | --------- | ---------------- | --------------------------- |
| Aarau            | 0-4       | Servette Chênois | Aarau, 27 aprile 2024       |
| Servette Chênois | 3-2       | Aarau            | Carouge, 4 maggio 2024      |
|                  |           |                  |                             |
| Grasshopper      | 1-1       | Young Boys       | Niederhasli, 27 aprile 2024 |
| Young Boys       | 4-3       | Grasshopper      | Berna, 4 maggio 2024        |
|                  |           |                  |                             |
| San Gallo        | 1-1       | Basilea          | San Gallo, 28 aprile 2024   |
| Basilea          | 3-0       | San Gallo        | Basilea, 4 maggio 2024      |
|                  |           |                  |                             |
| Lucerna          | 0-2       | Zurigo           | Lucerna, 27 aprile 2024     |
| Zurigo           | 2-1       | Lucerna          | Zurigo, 4 maggio 2024       |
|                  |           |                  |                             |

#### Semifinali
|                  | Risultati |                  | Luogo e data            |
| ---------------- | --------- | ---------------- | ----------------------- |
| Young Boys       | 0-4       | Servette Chênois | Berna, 12 maggio 2024   |
| Servette Chênois | 0-0       | Young Boys       | Carouge, 19 maggio 2024 |
|                  |           |                  |                         |
| Basilea          | 1-2       | Zurigo           | Basilea, 11 maggio 2024 |
| Zurigo           | 2-2       | Basilea          | Zurigo, 18 maggio 2024  |
|                  |           |                  |                         |

#### Finale
|                  | Risultati |        | Luogo e data         |
| ---------------- | --------- | ------ | -------------------- |
| Servette Chênois | 3-1       | Zurigo | Thun, 26 maggio 2024 |
|                  |           |        |                      |

#### Piazzamenti 5º-8º posto
|             | Risultati |             | Luogo e data                |
| ----------- | --------- | ----------- | --------------------------- |
| Aarau       | 0-5       | Grasshopper | Aarau, 11 maggio 2024       |
| Grasshopper | 3-0       | Aarau       | Niederhasli, 18 maggio 2024 |
|             |           |             |                             |
| Lucerna     | 0-6       | San Gallo   | Lucerna, 11 maggio 2024     |
| San Gallo   | 5-0       | Lucerna     | San Gallo, 18 maggio 2024   |
|             |           |             |                             |

## Girone promozione-retrocessione
Al girone promozione-retrocessione hanno avuto accesso le squadre classificate al nono e decimo posto in Women's Super League, il Rapperswil-Jona e il Thun Berner-Oberland, e le prime due classificate eleggibili nella Lega Nazionale B, il Wil e il Sion; infatti al secondo posto si era classificata la squadra riserve dello Zurigo, non eleggibile per la promozione.

### Classifica finale
|  | Pos. | Squadra            | Pt | G | V | N | P | GF | GS | DR  |
|  | ---- | ------------------ | -- | - | - | - | - | -- | -- | --- |
|  | 1.   | Thun Berner Oberl. | 18 | 6 | 6 | 0 | 0 | 21 | 3  | +18 |
|  | 2.   | Rapperswil-Jona    | 12 | 6 | 4 | 0 | 2 | 16 | 8  | +8  |
|  | 3.   | Sion               | 6  | 6 | 2 | 0 | 4 | 9  | 16 | -7  |
|  | 4.   | Wil 1900           | 0  | 6 | 0 | 0 | 6 | 4  | 23 | -19 |

Legenda:
      Ammessa in Women's Super League 2024-2025
      Ammessa in Lega Nazionale B 2024-2025
Note:
Tre punti a vittoria, uno a pareggio, zero a sconfitta.
La classifica viene stilata secondo i seguenti criteri:
- Punti conquistati
- Differenza reti generale
- Reti totali realizzate
- Punti conquistati negli scontri diretti
- Differenza reti negli scontri diretti
- Reti realizzate negli scontri diretti

### Risultati
|                      | Rap  | Sio  | TBO  | Wil  |
| -------------------- | ---- | ---- | ---- | ---- |
| Rapperswil-Jona      | –––– | 3-1  | 0-3  | 5-1  |
| Sion                 | 0-4  | –––– | 1-4  | 4-3  |
| Thun Berner Oberland | 3-1  | 2-1  | –––– | 2-0  |
| Wil                  | 0-3  | 0-2  | 0-7  | –––– |